# Turtle Rock Studios
Turtle Rock Studios var et amerikansk computerspilsfirma, der efter mange års samarbejde blev opkøbt af Valve Corporation i 2008. Turtle Rock blev stiftet i 2002 og har blandt andet produceret versioner af Counter-Strike, og det apokalyptiske gyser-actionspil Left 4 Dead.